# Experimento Cinematicamente Completo
Na física de aceleradores, um experimento cinematicamente completo é um experimento no qual todos os parâmetros cinemáticos de todos os produtos de colisão são determinados. No caso da ionização, são o projétil disperso, o íon alvo residual de recuo e o elétron ejetado. Por outro lado, devido à conservação do momento, é suficiente medir diretamente o momento de dois dos três fragmentos.